# Josiah Warren
Josiah Warren (26. června 1798, Boston – 14. dubna 1874) byl americký anarchoindividualista, který je považován za prvního amerického anarchistu.

## Život
Ve dvaceti letech se oženil a v roce 1821 se přestěhoval do Cincinnati, kde pracoval jako učitel hudby a působil v orchestru. Vynalezl lojovou lampu a po několik let jí v Cincinnati vyráběl. V roce 1825 se připojil ke komunitě Nová Harmonie založené Robertem Owenem. Odchází z ní v roce 1827 a Owenův komunistický experiment odmítá. V témže roce otevírá úspěšný obchod Cincinnati Time Store na rohu 5. a Elm Street. Všechny výrobky zde byly vyměňovány na základě hodnoty měřené pracovní dobou podle teorie pracovní hodnoty. Po třech letech fungování Warren obchod zavírá, aby se mohl věnovat zakládání kolonií založených na mutualismu, což zahrnovalo komunity Utopia a Modern Times.